# Бизињи
Бизињи (фр. Busigny) насеље је и општина у североисточној Француској у региону Север-Па де Кале, у департману Север која припада префектури Камбре.
По подацима из 2011. године у општини је живело 2.566 становника, а густина насељености је износила 155,8 становника/km². Општина се простире на површини од 16,47 km². Налази се на средњој надморској висини од 168 метара (максималној 180 m, а минималној 129 m).

## Демографија
| 1962. | 1968. | 1975. | 1982. | 1990. | 1999. | 2011. |
| ----- | ----- | ----- | ----- | ----- | ----- | ----- |
| 3.101 | 3.120 | 3.046 | 2.636 | 2.385 | 2.429 | 2.566 |

График промене броја становника у току последњих година